# Chapultepec (Sonora)
Chapultepec es una ranchería del municipio de Huatabampo ubicada en el sur del estado mexicano de Sonora, cercana a la costa del Mar de Cortés y en el valle del río Mayo. Según los datos del Censo de Población y Vivienda realizado en 2010 por el Instituto Nacional de Estadística y Geografía (INEGI), Chapultepec tiene un total de 422 habitantes.

## Geografía
Chapultepec se sitúa en las coordenadas geográficas 26°44′37″ de latitud norte y 109°36′48″ de longitud oeste del meridiano de Greenwich, a una elevación de 6 metros sobre el nivel del mar.